# Nomosphecia limbata
Nomosphecia limbata är en stekelart som först beskrevs av Krieger 1906.  Nomosphecia limbata ingår i släktet Nomosphecia och familjen brokparasitsteklar. Inga underarter finns listade i Catalogue of Life.